# Eriocaulaceae
Eriocaulaceae is een botanische naam, voor een familie van eenzaadlobbige planten. Een familie onder deze naam wordt algemeen erkend door systemen voor plantensystematiek, en ook door het APG-systeem (1998) en het APG II-systeem (2003).
Het gaat om een middelgrote familie, van ruim duizend soorten in een tiental genera.
In het Cronquist-systeem (1981) wordt ze geplaatst in een eigen orde (Eriocaulales).